# NOC

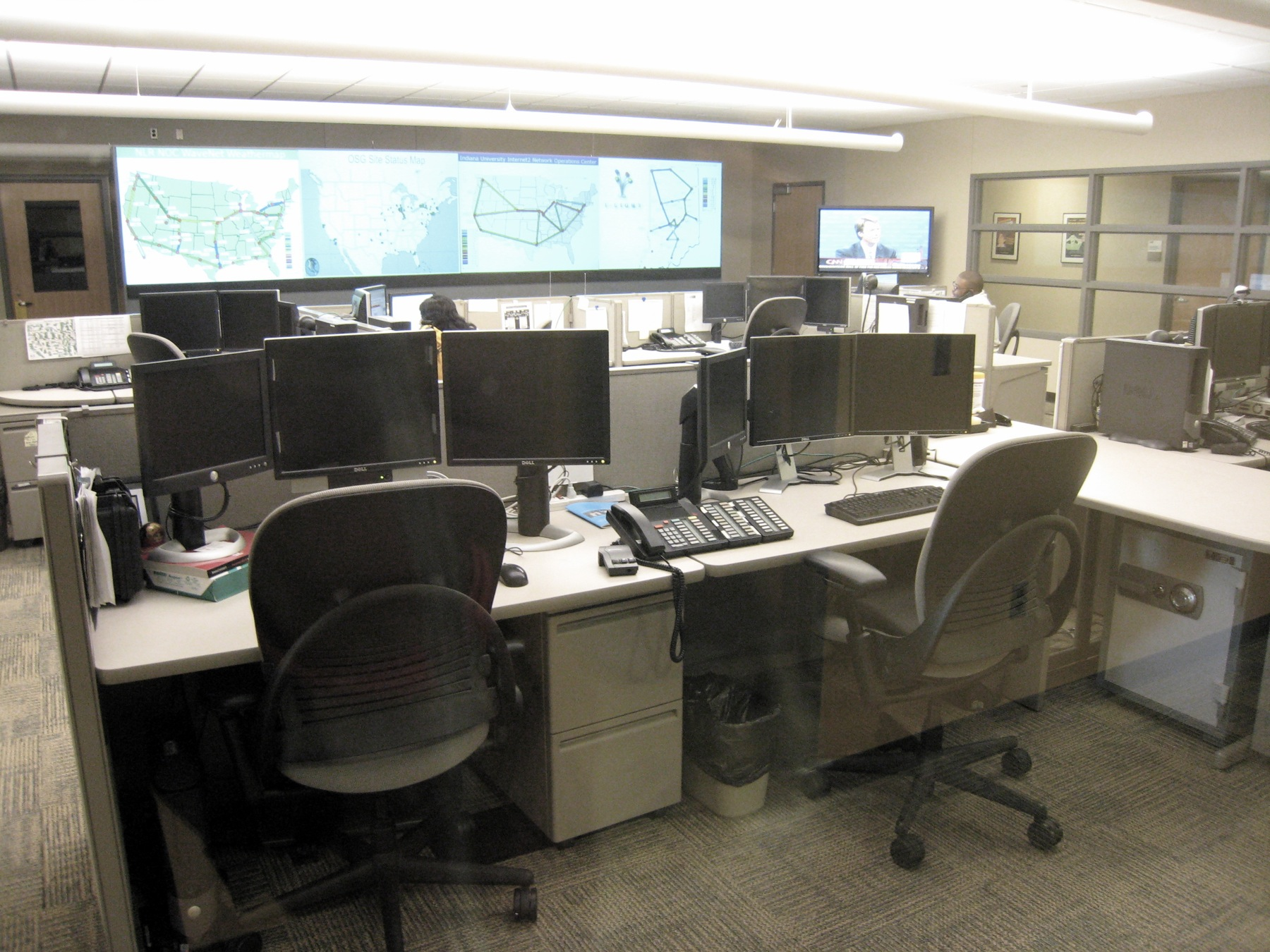
Visão geral de um NOC típico. Monitores do estado (frente), vista da rede (costas), e as notícias na TV-set (à direita). Nota o cofre sob a mesa, geralmente para backups, senhas ou dispositivos criptográficos de hardware.

Um NOC (do inglês network operations center, significando centro de operações de rede), é uma ou mais localizações a partir de onde exerce-se gerenciamento de rede, ou controle e monitoramento de rede, sobre uma rede de computadores, de telecomunicações, ou de satélites.

## Propósito
Para verificar se o nível de serviço atual corresponde ao desejado, informações são extraídas da rede para obter a funcionalidade e performance em tempo real. As informações são extraídas continuamente ou sob demanda e armazenadas no banco de dados da gerencia da rede. Partes destes dados são submetidos à análise e outros dados são utilizados para comparar o status real da rede com aquele desejado(planejado), permitindo verificar se alguma anomalia está ocorrendo.
Deve-se preparar uma série de atividades para resolução de problemas, desde uma simples substituição de um dispositivo defeituoso até a execução de ferramentas mais sofisticadas para um diagnóstico mais acurado do problema. Isso, além de Monitorar a rede HFC, PDH/SDH, WAN, IP, links de ISP’s (Provedores de Internet) atuando na detecção, análise e correção de falhas, de modo a garantir a SLA contratada.

## Ligações Externas
- O que é NOC e quais as vantagens ao implantar em minha empresa?
- Benefícios de implantar um NOC